# Saint-Léonard-de-Noblat
Saint-Léonard-de-Noblat é uma cidade francesa localizada na região de Limousin, no departamento Haute-Vienne.
A cidade é um Património Mundial da UNESCO.